# Gerd Backhaus
Gerd Backhaus (ur. 8 września 1942 w Bismark) – niemiecki piłkarz występujący na pozycji napastnika. Reprezentant NRD.

## Kariera klubowa
Backhaus karierę rozpoczynał w 1960 roku w zespole BSG Lokomotive Stendal, grającym w drugiej lidze NRD. W tym samym roku awansował z nim do pierwszej ligi. Zadebiutował w niej 8 kwietnia 1961 w wygranym 1:0 meczu z ASK Vorwärts Berlin. 1 października 1961 w przegranym 1:5 pojedynku z SC Magdeburg strzelił pierwszego gola w lidze. W sezonie 1963/1964 został królem strzelców pierwszej ligi NRD. W sezonie 1967/1968 spadł z zespołem do drugiej ligi. Grał w niej do końca kariery w 1975 roku.

## Kariera reprezentacyjna
W reprezentacji NRD Backhaus zadebiutował 17 grudnia 1963 w wygranym 5:1 towarzyskim meczu z Birmą, w którym strzelił też gola. W 1964 roku był członkiem reprezentacji, która zdobyła brązowy medal na letnich igrzyskach olimpijskich. W latach 1963–1966 w drużynie narodowej rozegrał 3 spotkania i zdobył 2 bramki.